# 文德 (涪州)
文德（1551年2月5日—1588年），字修甫，號舜𤽤，四川重慶府涪州人，明朝政治人物。

## 生平[2]
萬曆元年（1573年）癸酉科四川乡试第四十名舉人，萬曆八年庚辰科易五房中式第195名，殿試三甲四十八名進士。兵部觀政，萬曆庚辰授湖廣麻城縣知縣，十四年丙戌行取，選浙江道御史，十六年戊子差巡按山西，卒於科場。

## 家族
曾祖文玉，祖文行，父文羽麟，母劉氏（封孺人）。從兄文作，布政司參議。